# جيرمين ماسون
جيرمين ماسون (بالإنجليزية: Germaine Mason) (و. 1983 – 2017 م) هو منافس ألعاب قوى جامايكي، ولد في كينغستون، شارك في الألعاب الأولمبية الصيفية 2008، ودورة ألعاب الكومنولث 2002، توفي في جامايكا، عن عمر يناهز 34 عاماً، بسبب حادث مرور.

## روابط خارجية
- جيرمين ماسون على موقع الاتحاد الدولي لألعاب القوى (الإنجليزية)
- جيرمين ماسون على موقع ThePowerOf10.info (الإنجليزية)
- جيرمين ماسون على موقع اللجنة الأولمبية الدولية (الإنجليزية)
- جيرمين ماسون على موقع أوليمبيديا (الإنجليزية)
- جيرمين ماسون على موقع اللجنة الأولمبية البريطانية (الإنجليزية)
- جيرمين ماسون على موقع اتحاد ألعاب الكومنولث (مؤرشف) (الإنجليزية)